# ファミリア (党派)
ファミリア（ラテン語: familia）は、大貴族（マグナート）のチャルトリスキ家とその同盟者の一門に率いられたポーランド・リトアニア共和国の政治党派の名称。アウグスト2世（在位1697年 - 1704年、1709年 - 1733年）の治世末期に形成された。ファミリアの最高指導者はリトアニア大法官ミハウ・フリデリク・チャルトリスキとその弟でルーシ県知事のアウグスト・アレクサンデル・チャルトリスキ、および2人の義弟であるクラクフ城代であるスタニスワフ・ポニャトフスキの3人だった。

## 歴史
1733年の空位期、ファミリアは新王にスタニスワフ・レシュチンスキを推したが、王位についたアウグスト3世（在位1733年 – 1763年）と和解して宮廷与党となった。しかし1744年から1750年にかけてのセイムにおいて、ポーランド・リトアニア共和国を改革する試みに失敗すると、ファミリアは下野する形で宮廷野党に転じた。外交問題に関しては、ファミリアは親ロシア派として活動していた。
1763年から1764年にかけての空位期、ロシア軍の侵入はファミリアに敵対者を駆逐する機会を与えた。1764年の時点では、アダム・カジミェシュ・チャルトリスキは王座獲得に乗り気でなく、チャルトリスキ兄弟は甥で、ロシア女帝エカチェリーナ2世のかつての愛人だったスタニスワフ・アウグスト・ポニャトフスキが国王となることに同意した。ファミリアは一門から王を出したことにより宮廷与党に返り咲き、財務委員会や軍事委員会を創設することで財務長官やヘトマン（軍司令官）の権力を制限し、また自由拒否権を一時的に停止することに成功した。しかし、ロシアとプロイセンにさらなる改革を阻まれた。1767年には、ファミリアと国王に反対する、エカチェリーナ2世に支援を受けた守旧派が、ラドム連盟を結成してレプニン議会を開催し、改革の一部を廃棄させた。
1772年2月17日の第1次ポーランド分割の後、ファミリアは親ロシア的立場を貫く国王と常設評議会に敵対するマグナート派閥の中心となり、当初はオーストリアの支援を模索しつつ、1788年には親プロイセン派に転じた。4年議会（1788年 - 1792年）においては、イグナツィ・ポトツキを中心とするファミリアの指導者たちは、再び国王とその支持派に接近し、「愛国派」と協働して1791年の5月3日憲法を成立させた。